# هانك برودر
هانك برودر (بالإنجليزية: Hank Bruder)‏ هو لاعب كرة قدم أمريكية أمريكي، ولد في 22 نوفمبر 1907 في بيكين في الولايات المتحدة، وتوفي في 29 يونيو 1970.

## وصلات خارجية
- هانك برودر على موقع مرجع كرة القدم المحترفة.كوم (الإنجليزية)